# إيفرت مكدونالد
إيفرت مكدونالد هو سياسي كندي، ولد في 1958 في غراند براري في كندا. حزبياً، نشط في الرابطة التقدمية المحافظة في ألبرتا ‏. وقد انتخب عضو الجمعية التشريعية ألبرتا.